# 泰雷斯瓦河

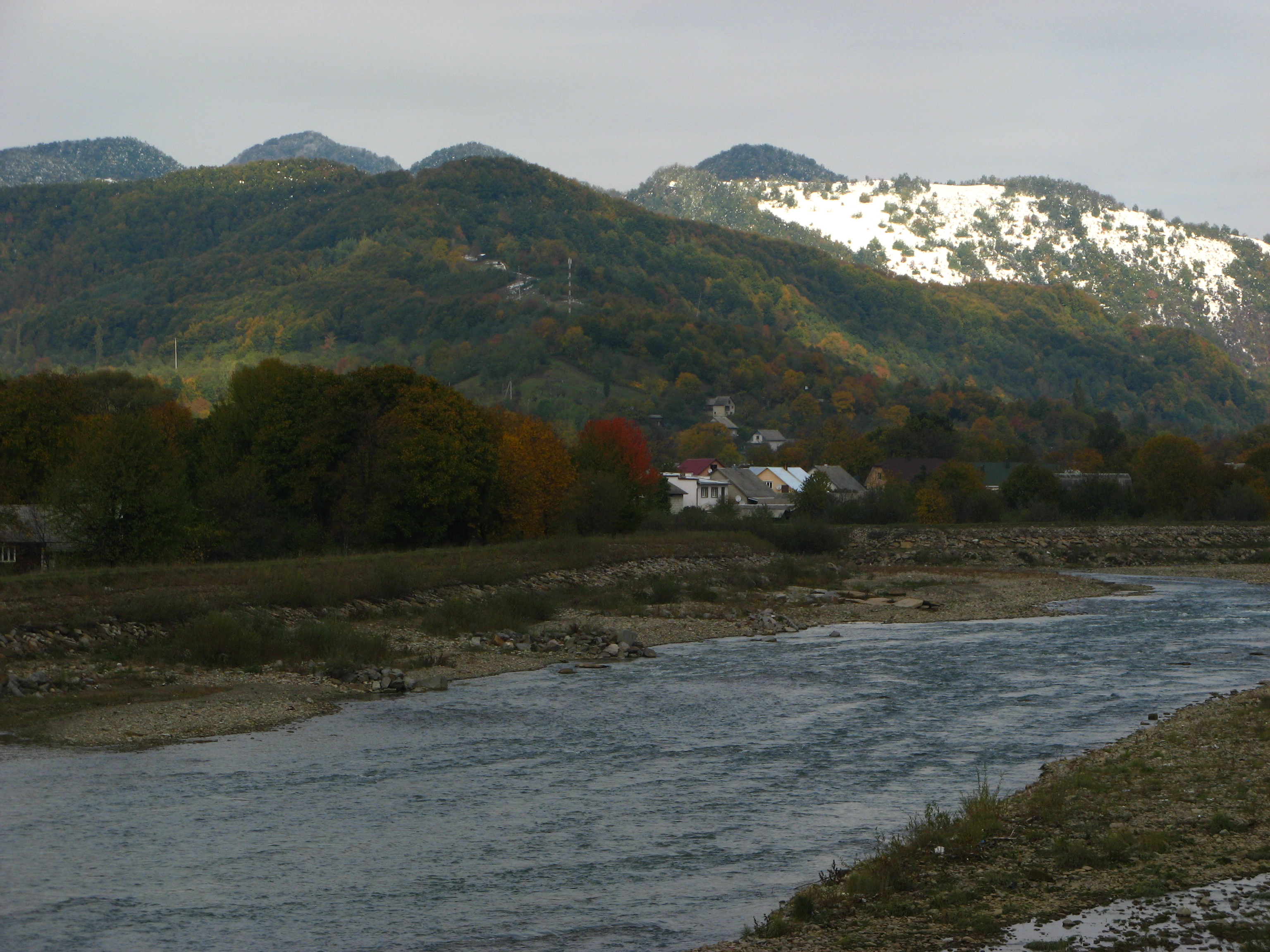

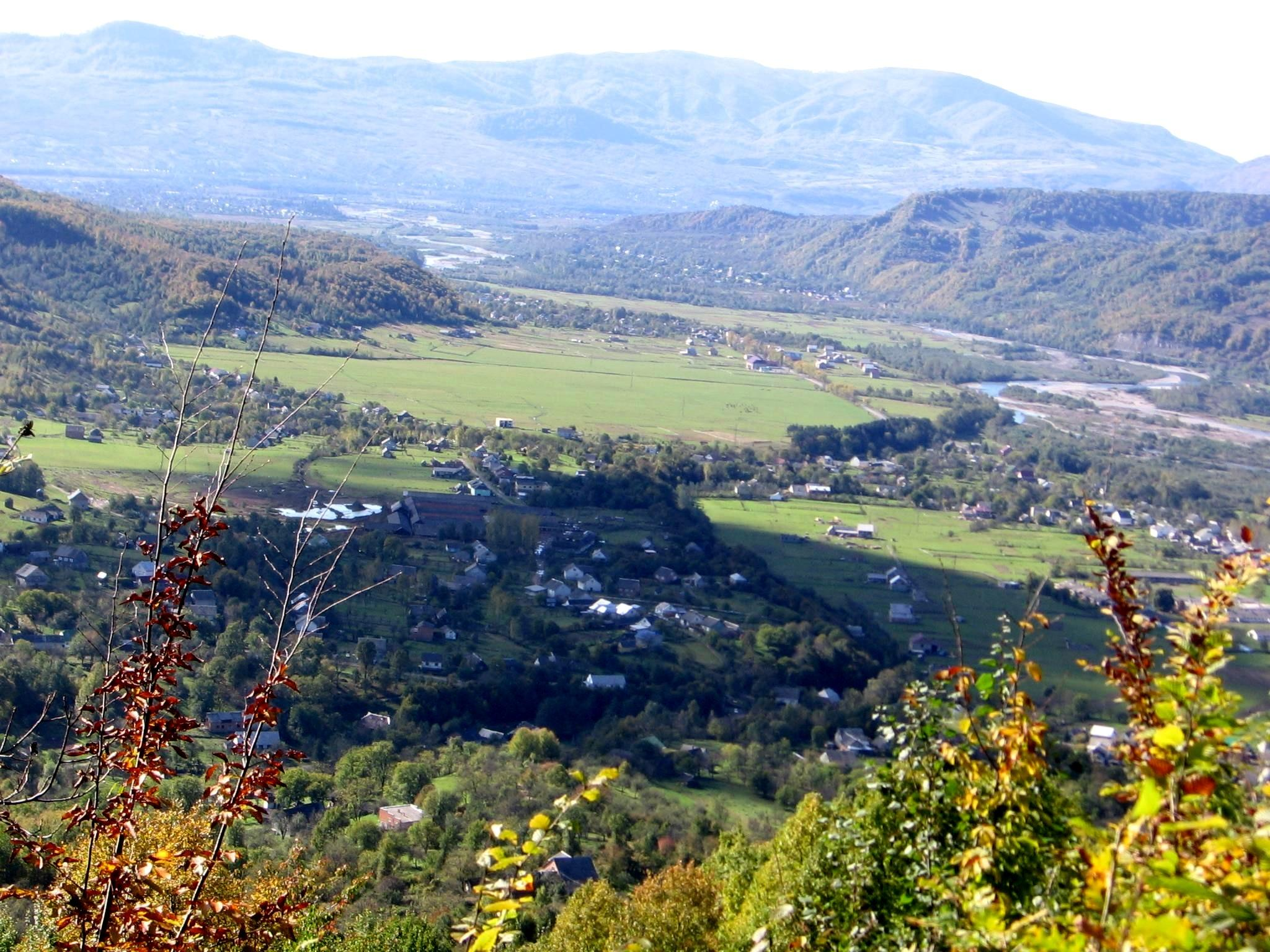

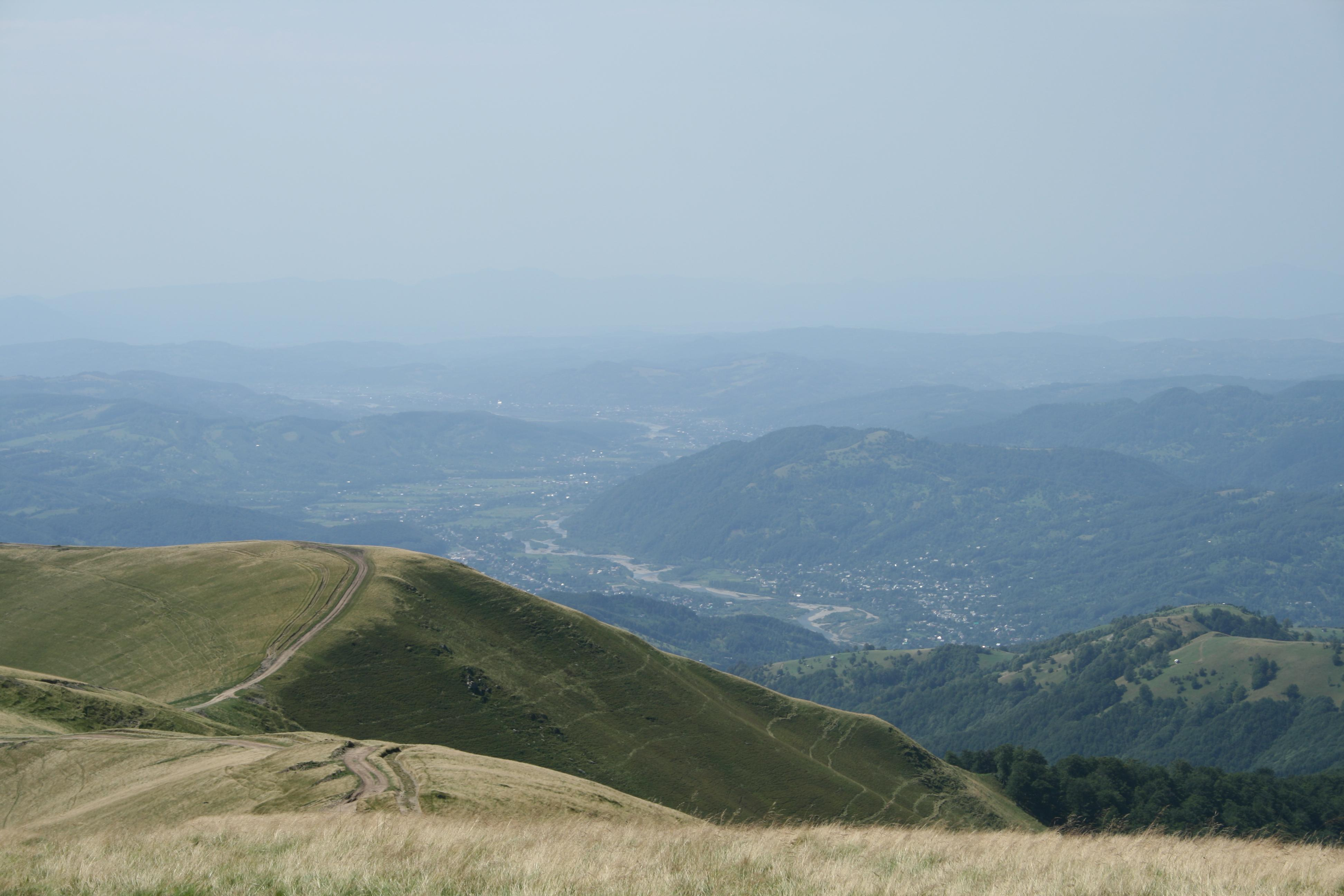

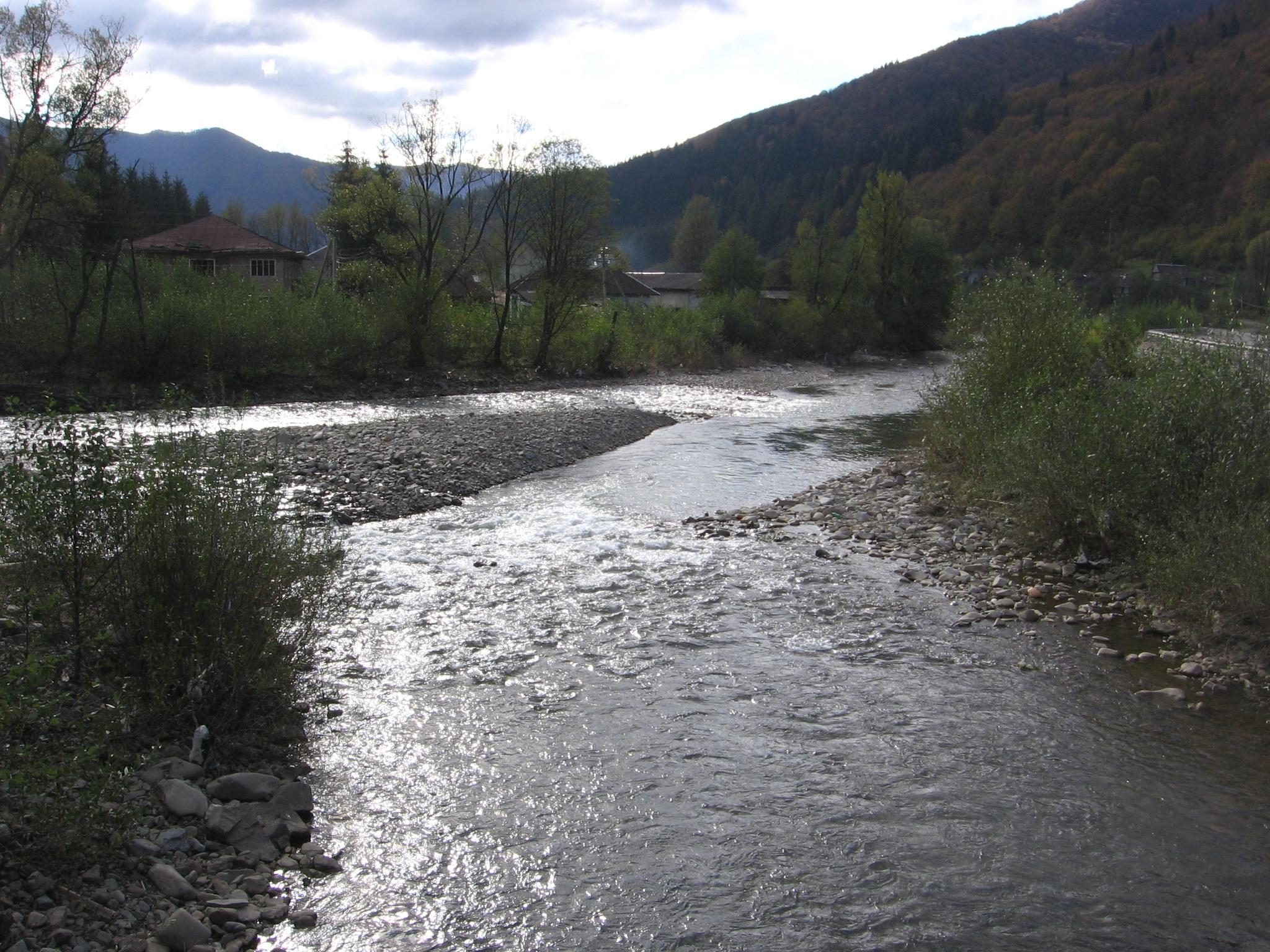

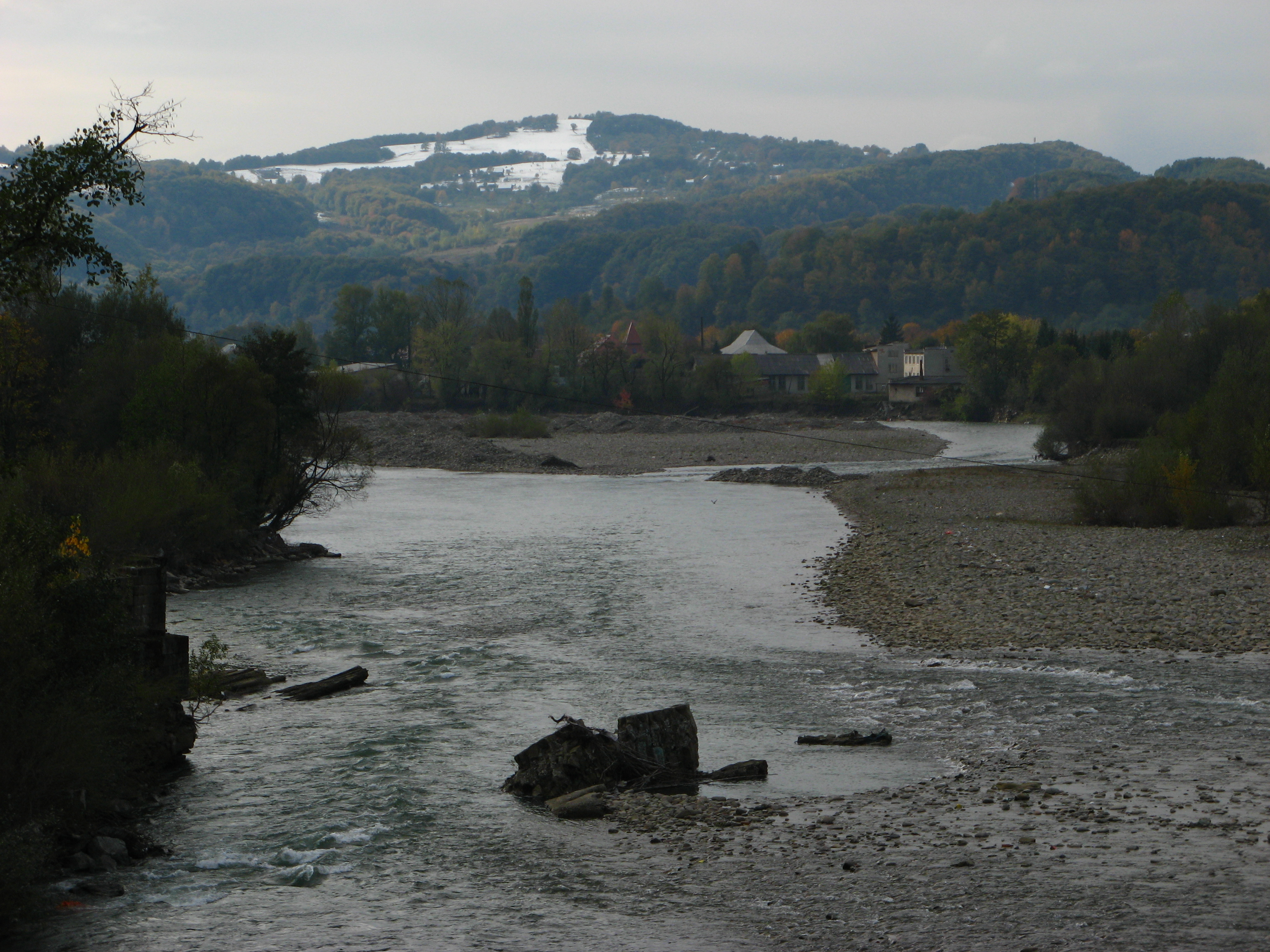

泰雷斯瓦河（烏克蘭語：Тересва），是烏克蘭的河流，位於該國西部，流經外喀爾巴阡州，屬於蒂薩河的支流，河道全長56公里，流域面積1,225平方公里，河口處在泰雷斯瓦西南面。